# Graz spårvägar
Graz spårvägar (tyska: Straßenbahn Graz) är en spårväg i staden Graz i Österrike.
Den första linjen var en 2,2 kilometer lång hästspårväg mellan järnvägsstationen och Jakominiplatz i stadens centrum, som invigdes den 8 juli 1878. Linjenätet byggdes successivt ut och bestod år 1898 av fyra linjer med en total längd på 10,8 kilometer och 45 hållplatser.  Vagnslider och ett stall för 300 hästar låg i närheten av järnvägsstationen.
Samma år invigdes en privat 5,2 kilometer lång smalspårig elektrisk spårväg mellan Graz och Mariatrost. Konkurrensen med den  nya spårvägen ledde till att hästspårvägen elektrifierades år 1899. 
Efter Tysklands annektering av Österrike 1938 övergick spårvägen till högertrafik. 
Linjen till Mariatrost övertogs av spårvägsbolaget i maj 1939 och kopplades samman med den normalspåriga linje 1. Den byggdes successivt om från 1 000 mm spårvidd till normalspår och trafikerades sista gången den 23 oktober 1941. De smalspåriga vagnarna såldes till Litzmannstadt, nuvarande Łódź i Polen.
År 2007 beslöt staden Graz att anskaffa 45 nya låggolvsvagnar av typ Variobahn till en kostnad på 97,2 miljoner euro. Den första  levererades den 27 november 2009 och togs i ordinarie drift den 11 mars 2010.
En underjordisk hållplats utan tak invigdes den 26 november 2012 i anslutning till järnvägsstationen och i november 2021 utökades linjenätet med två nya sträckor på totalt 3,1 kilometer och åtta nya hållplatser.
Den gamla vagnhallen i Mariatrost hyser sedan 1980 spårvägsmuseet Tramway Museum Graz.